# مبارك الصقلبي
مبارك الصقلبي أو مبارك العامري هو مؤسس وحاكم طائفة بلنسية بالمشاركة مع زميله مظفر الصقلبي في عهد ملوك الطوائف.

## سيرته
بعد مقتل عبد الرحمن شنجول وانهيار سيطرة العامريين على الدولة الأموية في الأندلس، واشتعال الفتنة في الأندلس بخلع الخليفة هشام المؤيد بالله واستخلاف محمد المهدي بالله، أسس الفتيان الصقالبة العامريين عددًا من الإمارات في شرق الأندلس. كان من بين هؤلاء الفتيان الصقالبة المتغلبين على شرق الأندلس، الفتيان مبارك ومظفر الصقلبيان اللذان استوليا على حكم بلنسية وشاطبة، وأسسا فيها ما عُرف بعدئذ بطائفة بلنسية إحدى ممالك الطوائف التي تكونت في فترة فتنة الأندلس.
دخل مبارك في معركة مع المنذر بن يحيى التجيبي صاحب سرقسطة، عندما استغاث لبيب الصقلبي صاحب طرطوشة بمبارك ومظفر حين هاجم المنذر طرطوشة واستولى عليها، فأنجده مبارك بحملة قاد فيها 500 فارس، هزموا فيها المنذر وأعاد مبارك لبيب إلى مدينته.
حكم مبارك ومظفر المدينتان بالشدة وبالغا في جباية الأموال منهما حتى استطاعا جمع 70,000 دينار من بلنسية، و 50,000 من شاطبة، فأرهقا كاهل رعاياهما بذلك. اهتم مبارك وزميله بتحصين بلنسية، وأحاطاها بسور وأبواب حصينة، كما بالغا في إظهار مظاهر العظمة والأبهة. استمر مبارك ومظفر في حكم بلنسية حتى توفي مظفر ومن بعده مبارك توفي في حادث في ذي الحجة 408 هـ، فخلفه لبيب الصقلبي صاحب طرطوشة ثم شاركه في حكمها مجاهد العامري صاحب دانية.